# Peter Adriaansz
Peter Adriaansz (Seattle (Verenigde Staten), 1966) is een Nederlands componist en organist.

## Opleiding
Adriaansz studeerde orgel aan het Koninklijk Conservatorium in Den Haag, waar hij les had van onder anderen Leo van Doeselaar, Bert Matter en Wim van Beek. Hij studeerde compositie aan hetzelfde instituut bij Louis Andriessen, Brian Ferneyhough en Jan van Vlijmen en aan het Rotterdams Conservatorium bij Peter-Jan Wagemans en Klaas de Vries.

## Activiteiten
Naast componist is Adriaansz artistiek leider van Slagwerkgroep Den Haag.
Sinds 1993 componeert Adriaansz, meestal in opdracht. Hij schreef voor onder andere in het buitenland ARRAY Music en ensemble Continuum in Toronto, California EAR Unit, het Crash Ensemble in Dublin, eNsemble in St. Petersburg, ensemble KORE in Montréal, ensemble MusikFabrik, ensemble Omnibus (Tashkent) en het Oeral Philharmonisch Orkest in Yekaterinaburg. In Nederland componeerde hij voor het Aurelia Saxofoonkwartet, het DoelenEnsemble, het Ives Ensemble, het Maarten Altena Ensemble, Radio Filharmonisch Orkest en het Radio Symfonie Orkest, het Nieuw Ensemble, Orkest de Volharding, het Schönberg Ensemble en Slagwerkgroep Den Haag. Zijn werk wordt gespeeld over de hele wereld, bijvoorbeeld op het Holland Festival. Adriaansz werkt samen met musici en ensembles die zich ook bezighouden met het ontdekken van nieuwe geluiden en vormen, zoals het Ives Ensemble, Slagwerkgroep Den Haag, Gerard Bouwhuis (piano), Arnold Marinissen (slagwerk) en Wiek Hijmans (elektrische gitaar). Voor dergelijke ensembles componeerde hij een serie Waves, waaronder Waves 5-7. 

## Prijzen en onderscheidingen
Adriaansz werd in 1996 de Gaudeamusprijs toegekend voor zijn compositie Chant Ascendant (deel 4 uit de Chants Monotones).
In 2015 won Adriaansz de Matthijs Vermeulenprijs voor zijn compositie Scala II.